# Alto Veld
L'Alto Veld (in inglese Highveld; in afrikaans Hoëveld) è una parte dell'altopiano interno del Sudafrica, di altitudine grosso modo superiore ai 1500 m ma inferiore ai 2100; pertanto non rientrano entro i suoi confini le zone montuose del Lesotho nel settore sud-orientale della regione. Esso ospita i più importanti terreni agricoli del paese, nonché la più alta concentrazione di aree metropolitane, tra cui la conurbazione del Gauteng, dove vive un terzo della popolazione del Sudafrica. Costituisce un'ecoregione dell'ecozona afrotropicale appartenente al bioma delle praterie e boscaglie montane, denominata praterie dell'Alto Veld (codice ecoregione: AT1009).

## Geografia
L'Alto Veld comprende quasi interamente il territorio delle province dello Stato Libero e del Gauteng, ma anche parti più piccole delle aree circostanti: il margine occidentale del Lesotho e parti delle province del Capo Orientale, del Capo Settentrionale, del Nordovest, del Limpopo e dello Mpumalanga. La parte più elevata dell'Alto Veld, 2100 m circa, corrisponde al suo confine nord-orientale ben definito, dove la scarpata dell'altopiano (i Drakensberg dello Mpumalanga) lo separa dal Basso Veld dello Mpumalanga (regione in cui si trova, tra l'altro, il parco nazionale Kruger). Un altro confine ben definito è quello settentrionale, dove i Magaliesberg separano l'Alto Veld dal Bushveld. La prosecuzione della Grande Scarpata a sud separa l'Alto Veld dal KwaZulu-Natal. Il settore sud-orientale della Grande Scarpata (vale a dire la parte dove essa assume il nome di Drakensberg) si eleva oltre i 3000 m e forma il confine tra KwaZulu-Natal e Lesotho. Quest'ultima regione montuosa, tuttavia, non viene generalmente considerata parte dell'Alto Veld, il cui confine in questa parte del paese corre proprio lungo il confine tra Lesotho e Stato Libero, a circa 2000 m. Semplificando, possiamo affermare che l'Alto Veld è delimitato dal Grande Karoo a sud, dal deserto del Kalahari ad ovest, dal Bushveld a nord, dal Basso Veld dello Mpumalanga a nord-est, dal KwaZulu-Natal ad est e dall'altopiano, o monti, del Lesotho a sud-est. L'Alto Veld copre un'area di quasi 400.000 km², grosso modo il 30% della superficie del Sudafrica.
Il territorio dell'Alto Veld è generalmente privo di montagne, in quanto costituito da pianure ondulate, specialmente nello Stato Libero, talvolta interrotte da creste rocciose come il Witwatersrand, il Magaliesberg e il Vredefort Dome. Il fiume Vaal e i suoi affluenti formano il principale sistema fluviale dell'Alto Veld; inoltre, alcuni affluenti dell'Orange bagnano le sue regioni più meridionali.
Nell'Alto Veld la stagione delle piogge si verifica in estate, con forti temporali pomeridiani che si verificano in genere a novembre, dicembre e gennaio. In inverno hanno luogo gelate notturne.

## Flora
La vegetazione dominante è costituita da graminacee, ma sono ben rappresentate anche geofite e altre erbacee. Tra le specie di graminacee dominanti figurano Hyparrhenia hirta e Sporobolus pyramidalis, mentre tra le specie non erbacee ricordiamo Acacia sieberiana, Rhus rehmanniana, Walafrida densiflora, Spermacoce natalensis, Kohautia cynanchica e Phyllanthus glaucophyllus.
Le precipitazioni relativamente frequenti, con valori annui medi compresi tra 400 e 900 mm, sostentano il manto erboso durante i mesi estivi. Gli incendi, le gelate e la pesante azione degli erbivori - in passato animali selvatici, oggi bovini e ovini - riducono al minimo la presenza di alberi e arbusti. Le temperature massime medie oscillano tra 21 e 24 °C, quelle minime tra 3 e 6 °C, con picchi massimi di 38 °C in estate e minimi di -11 °C in inverno. Dal momento che le piogge estive non sono distribuite uniformemente in tutta la regione, possiamo riscontrare al suo interno tipi di habitat diversi. Le differenze tra i vari tipi di habitat sono ulteriormente accentuate dalle caratteristiche variabili del suolo della regione. Nella maggior parte dell'area dominano le arenarie e gli scisti della sequenza del Karoo. Suoli di sabbia color rosso scuro prevalgono verso le regioni nord-orientali più fresche e umide, dove si accentua la transizione verso litosuoli più superficiali.
C'è un certo dissenso tra gli studiosi sul numero dei tipi di habitat presenti nell'Alto Veld. Alcuni autori preferiscono una suddivisione dettagliata in più ambienti, mentre altri sostengono il loro accorpamento. Il WWF prevede la suddivisione in tre habitat diversi: la zona di transizione Kalahari/Karoo-Alto Veld, le praterie dolci e le praterie acide. Nella metà occidentale dell'ecoregione, si verifica una transizione graduale dalla zona di transizione Karoo/Kalahari-Alto Veld agli habitat delle praterie dell'Alto Veld. Nella zona di transizione crescono arbusti e alberi, anche se le graminacee continuano a dominare. Questo ecotono confina con le praterie dolci, che si incontrano prevalentemente nelle aree dove le piogge sono più scarse. Esse hanno un basso contenuto di fibre e trattengono i nutrienti nelle foglie durante l'inverno. Al contrario, le specie che vivono nelle praterie acide sono basse e fitte, hanno un alto contenuto di fibre e d'inverno trattengono i nutrienti nelle radici, caratteristica che le rende in gran parte sgradevoli agli erbivori.

## Fauna
Sebbeno oggi siano altamente frammentate, l'Alto Veld presenta le più grandi distese erbose rimaste nell'Africa australe. Le analisi delle spore di polline provenienti dal settore della Grande Scarpata corrispondente alla catena dei Winterberg suggeriscono che le graminacee hanno dominato la comunità vegetale nella regione almeno dall'Olocene inferiore. A seconda delle epoche, i tipi di prateria dell'Alto Veld si sono poi espansi o contratti in risposta ai cambiamenti climatici. Durante il Quaternario, le aree occupate dalla prateria si espansero in risposta agli eventi glaciali nel nord. I cambiamenti climatici globali potrebbero nuovamente alterare la natura ecotonale delle praterie della zona di transizione Karoo/Kalahari-Alto Veld nell'estremità occidentale dell'ecoregione, in quanto le specie maggiormente adattate all'aridità del Karoo e del Kalahari invaderebbero la zona occupata dalle praterie dolci. Nonostante la natura ormai molto degradata dell'Alto Veld, questa ecoregione costituisce l'ultima roccaforte rimasta per alcune specie di prateria che hanno sofferto la notevole riduzione di questo tipo di bioma, come la gru del paradiso (Grus paradisea).
L'ecoregione è relativamente ricca di avifauna. Tuttavia, tra le specie presenti solo una è endemica, l'allodola di Botha (Spizocorys fringillaris), propria delle aree fortemente pascolate, e sei quasi endemiche, il rallo alibianche (Sarothrura ayresi), l'otarda blu (Eupodotis caerulescens), l'allodola di Rudd (Heteromirafra ruddi), l'allodola melodiosa (Mirafra cheniana), la monachella striecamoscio (Campicoloides bifasciatus) e la pispola pettogiallo (Hemimacronyx chloris).
Anche i mammiferi sono ben rappresentati, sebbene nessuna specie sia endemica e solo una, la talpa dorata ispida (Chrysospalax villosus), quasi endemica. L'ecoregione ospita anche popolazioni di alcuni grandi mammiferi, alcuni dei quali rari nell'Africa australe. Tra questi figurano la iena bruna (Parahyaena brunnea), la civetta africana (Civettictis civetta), il leopardo (Panthera pardus), l'antilope nera (Hippotragus niger), il pangolino di Temminck (Smutsia temminckii), il ratele o tasso del miele (Mellivora capensis), la zorilla nucabianca (Poecilogale albinucha), il protele (Proteles cristata), l'oribi (Ourebia ourebi) e la zebra di montagna di Hartmann (Equus zebra hartmannae). In passato erano presenti anche altri grandi mammiferi, tra cui lo gnu dalla coda bianca (Connochaetes gnou) e il rinoceronte bianco (Ceratotherium simum), ma sono stati sterminati dai primi coloni.
Nell'ecoregione si trovano relativamente poche specie di rettili, principalmente a causa del clima fresco. Tuttavia, vivono qui alcuni dei rettili più caratteristici dell'Africa, come il coccodrillo del Nilo (Crocodylus niloticus), il pitone del Natal (Python natalensis), il varano del Nilo (Varanus niloticus) e il varano delle rocce (Varanus albigularis). Vi è anche una specie endemica: il cordilo gigante (Smaug giganteus). Altre specie quasi endemiche sono il geco delle rocce dei Drakensberg (Afroedura nivaria) e il gerrosauro di Breyer (Tetradactylus breyeri). Nell'ecoregione vivono ventinove specie di anfibi, nessuna delle quali endemica.

## Popolazione
Nell'Alto Veld si trovano importanti città come Johannesburg, Pretoria, Bloemfontein, Vereeniging, Welkom e Carletonville. Al confine tra l'Alto Veld e il Kalahari sud-orientale sorge la città mineraria di Kimberley, capitale del diamante.
Circa metà dell'oro presente al mondo è stato estratto nell'Alto Veld dopo il 1880. I depositi più grandi sono situati nel Witwatersrand, la regione attorno a Johannesburg, ma vi sono depositi più piccoli anche nella parte settentrionale dello Stato Libero, vicino a Welkom e Virginia. Il sottosuolo dell'Alto Veld è inoltre straordinariamente ricco di diamanti, carbone, vanadio e manganese.
La regione è fortemente inquinata, soprattutto a causa della presenza delle centrali a carbone che producono ossido di azoto e anidride solforosa.
Il settore primario è generalmente dominato dalla produzione di cereali e dall'allevamento di bovini da carne; particolarmente coltivati sono il mais, il grano, il sorgo, gli agrumi, la lenticchia di terra, il girasole e le verdure, soprattutto nelle aree irrigate e nei terreni agricoli vicini alle aree urbane. Il substrato di torba della prateria funge da filtro naturale, rendendo pulita l'acqua estratta in superficie.

## Conservazione
Come molte altre zone di prateria nel resto del mondo, l'Alto Veld è un eccellente terreno agricolo e la maggior parte dell'area è stata convertita all'agricoltura. Le zone di vegetazione spontanea rimaste allo stato originario sono oggi protette all'interno di varie riserve naturali, che, pur ricoprendo solo una piccola parte dell'Alto Veld, costituiscono tuttavia le più vaste distese di prateria rimaste nel Sudafrica. Tra le aree protette ricordiamo la riserva naturale di Suikerbosrand, la riserva naturale di Verloren Valei, la riserva naturale di Nooitgedacht Dam, la riserva naturale di Bronkhorstspruit Dam, la riserva naturale di Vaal Dam, la riserva naturale di Koppies Dam e la riserva di caccia Willem Pretorius.